# ピアノ協奏曲第18番 (モーツァルト)
ピアノ協奏曲第18番 変ロ長調 K. 456 は、ヴォルフガング・アマデウス・モーツァルトが1784年に作曲したピアノ協奏曲である。

## 概要
本作は1784年の9月30日にウィーンで作曲され、オーストリア出身の盲目のピアニスト、マリア・テレジア・フォン・パラディスのために作曲されたものである。これは恐らく同年にザルツブルクで会ったパラディスのパリへの演奏旅行のために作曲されたものと考えられている。なおパラディスは後にこの曲をレパートリーとして多く弾いている。
翌年の1785年2月13日に、モーツァルトはラスキ婦人というソプラノ歌手の演奏会に客演し、その際に本作を演奏したという（モーツァルトはピアノを担当）。この年の2月から4月まで、息子の様子を見にウィーンに来ていた父レオポルトもその演奏会に臨んでおり、また同じく皇帝ヨーゼフ2世も臨席していた。ちなみに演奏が終わると、レオポルトは作品の美しさに感涙し、ヨーゼフ2世は「ブラヴォー、モーツァルト！」と叫んだという逸話が伝わっている。
モーツァルトの弟子のヨハン・ネポムク・フンメルは、本作をピアノ・フルート・ヴァイオリン・チェロ用の編曲を残しており、白神典子らが録音している。また、フンメルはピアノ独奏用の編曲も残している。

## 楽器編成
独奏ピアノ、フルート2、オーボエ2、ファゴット2、ホルン2、弦五部。

## 曲の構成
全3楽章、演奏時間は約29分。第2楽章の変奏曲の主題は、1年半後に完成されるオペラ『フィガロの結婚』第4幕におけるバルバリーナのアリアと酷似している。これに限らず、第1楽章の主題も『フィガロの結婚』に共通するような軽快さが指摘される。
- 第1楽章 アレグロ・ヴィヴァーチェ
変ロ長調、4分の4拍子、ソナタ形式。

- 第2楽章 アンダンテ・ウン・ポコ・ソステヌート
ト短調、4分の2拍子、変奏曲形式。
主題と5つの変奏からなる。

- 第3楽章 アレグロ・ヴィヴァーチェ
変ロ長調、8分の6拍子、ロンド形式。